# محمد السعيد الخلصي
محمد السعيد الخَلِصي (11 فبراير 1898 - 23 ديسمبر 1962) شاعر تونسي. ولد في تونس العاصمة ونشأ فيها. تلقى علومه الأولية في كتّاب الحي، فتعلم القراءة والكتابة وحفظ ما تيسر من القرآن، ثم التحق بالمدرسة القرآنية، ثم معهد كارنو الثانوي الفرنسي، ثم تابع دراسته العليا في كلية الحقوق بباريس، ولكنه انقطع عن الدراسة لمدة طويلة ثم حصل على إجازة الحقوق من المغرب. عمل مترجمًا ومحاميًا وصحفيًا. تولى رئاسة ديوان الوزير الأول في الحكومة التونسية من 1947 حتى 1950، وإدارة تحرير المجلة الصادقية. له مجموعة قصائد وترجمات من الفرنسية إلى العربية. 

## سيرته
ولد محمد السعيد بن حميدة الخَلِصي يوم 12 فبراير (فيفري، شباط) 1898/ 21 رمضان 1315 ولد بحيّ دار الباشا في تونس العاصمة لأسرة عريقة عالية. وهو حفيد إبراهيم الرياحي من جهة أمه. فقد والده في طفولته. تكلّف أمه تربيته فأرسلته في وقت مبكّر إلى‌ الكتاب حيث تعلم القرآن وبعض مبادئ العربية‌ ثم درس في المدرسة القرآنية. وبعده التحق بمعهد كارنو الثانوي الفرنسي، فتعلم الفرنسية. وبدأ يكتب وينظم الشعر منذ دراسته الثانوية. 

عمل مترجمًا وكاتبًا لدى البارون دير لانجي الذي كان آنذاك بصدد جمع وترتيب الوثائق اللازمة لتأليف كتابه الضحم «تاريخ الموسيقى العربية»، وساعده على إنجاز ذلك العلم. انضم إلى النادي التونسي سنة 1917. وكان يتردد أيضًا على نادي الشاعر مصطفى آغة وغيره من النوادي الأدبية بتونس، وشارك في صالونات أدبية. عمل مترجمًا قضائيًا لدى الدوائر العدلية بالدار البيضاء بالمملكة المغربية 1923 كما عمل في مهنة المحاماة. وفي 1947 تولى رئاسة ديوان الوزير الأول في الحكومة التونسية حتى 1950.

كان عضوًا في جمعية قدماء تلامذة المدرسة الصادقية بتونس. تولى إدارة تحرير المجلة الصادقية خلال مدة عملها القصير.

توفي يوم 23 ديسمبر (كانون الأوَّل، دجنبر) 1962/ 27 رجب 1382.

## شعره
جاء في معجم البابطين عنه «كتب القصيدة العمودية، وانحصرت أغراضه في الوجدانيات، فاهتم بوصف مشاعره وشرح عواطفه، وكان الحب هو المحرك الأول للقصيدة وموضوعها الأثير، وقد امتزجت فيها العاطفة بمظاهر الطبيعة متأثرًا بالاتجاه الرومانسي في القصيدة العربية، فاتسمت قصائده بنبرة حزينة متأسية، وشاعت فيها مفردات المعجم الرومانسي وصوره. لغته سلسلة وصوره موحية خصبة، اهتم بالجو النفسي للقصيدة وبموسيقاها الداخلية.»  وقال عنه محمد الفاضل بن عاشور «لقد كان حسّه المرهف وذوقه الرقيق وحياته المأخوذة بروعة الجمال والفن والمتعة دافعة به إلى التعلق بغراميات هيغو ولامرتين وموسّي وتفننهم في التشبيب والنسيب والغزل والوصف الطبيعي فبدأ افتتانه بتلك الطريقة يوجه شاعريته بروائع في قصائده حذوهم ويقتبس عنهم فصار يأتي بروائع ساحرة من الأوصاف الطبيعية والغزلية وتصاوير إحساس الغرام والانفعالات النفسية الجميلة من حياة المرح والمتعة وساعات الأنس. »